# Stortärnan (Årsunda socken, Gästrikland)
Stortärnan är en sjö i Sandvikens kommun i Gästrikland och ingår i Gavleåns huvudavrinningsområde.